# جيري أونيل (مهندس)
جيري أونيل (بالإنجليزية: Jerry O'Neil)‏ هو مهندس أمريكي، ولد في 28 مارس 1956 في أوبورن في الولايات المتحدة.

## وصلات خارجية
- جيري أونيل على موقع Racing-Reference.info (الإنجليزية)